# Аккайын (Бурабайский район)
Аккайын (каз. Аққайың, до 2023 года — Красный Кордон) — село в Бурабайском районе Акмолинской области Казахстана. Входит в состав Урумкайского сельского округа. Код КАТО — 117061400.

## География
Село расположено в южной части района, на расстоянии примерно 20 километров (по прямой) к юго-западу от административного центра района — города Щучинск, в 8 километрах к северу от административного центра сельского округа — села Урумкай.
Абсолютная высота — 434 метров над уровнем моря.
Ближайшие населённые пункты: село Корнекты — на востоке, село Сотниковка — на северо-западе, село Карашилик — на северо-востоке, село Дмитриевка — на юге.

## Население
В 1989 году население села составляло 244 человек (из них русские — 45 %, казахи — 31 %).
В 1999 году население села составляло 239 человек (120 мужчин и 119 женщин). По данным переписи 2009 года, в селе проживали 203 человека (94 мужчины и 109 женщин).
| Численность населения | Численность населения | Численность населения |
| 1989                  | 1999                  | 2009                  |
| --------------------- | --------------------- | --------------------- |
| 244                   | ↘239                  | ↘203                  |

## Улицы[6]
- ул. Зелёная
- ул. Лесная
- ул. Степная
- ул. Центральная